# Episodi de Il boomerang magico (prima stagione)
La prima stagione della serie televisiva Il boomerang magico è stata trasmessa in anteprima in Australia dalla ABC tra il 2 maggio 1965 e il 24 gennaio 1966.
| nº | Titolo originale                | Titolo italiano | Prima TV Australia | Prima TV Italia |
| -- | ------------------------------- | --------------- | ------------------ | --------------- |
| 1  | The Discovery                   |                 | 2 maggio 1965      |                 |
| 2  | Christmas Cracker               |                 | 9 maggio 1965      |                 |
| 3  | A Visit from Grandma            |                 | 16 maggio 1965     |                 |
| 4  | Wombat Finds a Friend           |                 | 23 maggio 1965     |                 |
| 5  | The Hunter                      |                 | 30 maggio 1965     |                 |
| 6  | No Mail Today                   |                 | 6 giugno 1965      |                 |
| 7  | A Matter of Survival            |                 | 13 giugno 1965     |                 |
| 8  | The Bushranger                  |                 | 20 giugno 1965     |                 |
| 9  | Ill Wind                        |                 | 27 giugno 1965     |                 |
| 10 | The Thief Who Believed in Magic |                 | 5 luglio 1965      |                 |
| 11 | Fire Trap                       |                 | 12 luglio 1965     |                 |
| 12 | The Hypnotist                   |                 | 19 luglio 1965     |                 |
| 13 | The Uncatchables                |                 | 26 luglio 1965     |                 |
| 14 | North to Warralinga             |                 | 2 agosto 1965      |                 |
| 15 | The Big Catch                   |                 | 9 agosto 1965      |                 |
| 16 | Moonlight Reef                  |                 | 16 agosto 1965     |                 |
| 17 | Aunt Matilda                    |                 | 23 agosto 1965     |                 |
| 18 | The Cattle Duffers              |                 | 30 agosto 1965     |                 |
| 19 | The Saucer from Venus           |                 | 6 settembre 1965   |                 |
| 20 | The Masked Man from Manangatang |                 | 13 settembre 1965  |                 |
| 21 | Moomba                          |                 | 20 settembre 1965  |                 |
| 22 | Gentleman Jackaroo              |                 | 27 settembre 1965  |                 |
| 23 | Head of the River               |                 | 4 ottobre 1965     |                 |
| 24 | The Vanishing Spell             |                 | 11 ottobre 1965    |                 |
| 25 | The Stand-In                    |                 | 18 ottobre 1965    |                 |
| 26 | Race Against Time               |                 | 25 ottobre 1965    |                 |
| 27 | The Auction                     |                 | 1º novembre 1965   |                 |
| 28 | A Lesson for Wombat             |                 | 8 novembre 1965    |                 |
| 29 | Friend or Foe                   |                 | 15 novembre 1965   |                 |
| 30 | The Good Turn                   |                 | 22 novembre 1965   |                 |
| 31 | Pony Express                    |                 | 29 novembre 1965   |                 |
| 32 | The Last Lap                    |                 | 6 dicembre 1965    |                 |
| 33 | Salt 'n' Pepper                 |                 | 13 dicembre 1965   |                 |
| 34 | Mother's Day                    |                 | 20 dicembre 1965   |                 |
| 35 | A Night at the Thumbleton's     |                 | 27 dicembre 1965   |                 |
| 36 | My Friend Higgins               |                 | 3 gennaio 1966     |                 |
| 37 | Stranger in Town                |                 | 10 gennaio 1966    |                 |
| 38 | Mr. Santa Claus                 |                 | 17 gennaio 1966    |                 |
| 39 | The Messenger                   |                 | 24 gennaio 1966    |                 |